# Санкт-Ніклаус (Вале)
Санкт-Ніклаус (нім. St. Niklaus VS) — громада  в Швейцарії в кантоні Вале, округ Фісп.

## Географія
Громада розташована на відстані близько 90 км на південь від Берна, 35 км на схід від Сьйона.
Санкт-Ніклаус має площу 89,2 км², з яких на 1,7% дозволяється будівництво (житлове та будівництво доріг), 8,3% використовуються в сільськогосподарських цілях, 22,2% зайнято лісами, 67,7% не є продуктивними (річки, льодовики або гори).

## Демографія
2019 року в громаді мешкало 2235 осіб (-5,2% порівняно з 2010 роком), іноземців було 10,3%. Густота населення становила 25 осіб/км².
За віковим діапазоном населення розподілялося таким чином: 19,8% — особи молодші 20 років, 60% — особи у віці 20—64 років, 20,3% — особи у віці 65 років та старші. Було 922 помешкань (у середньому 2,4 особи в помешканні).
Із загальної кількості 1295 працюючих 116 було зайнятих в первинному секторі, 743 — в обробній промисловості, 436 — в галузі послуг.